# Melanie Bangel
Melanie Bangel (* 1981) ist eine deutsche Germanistin, Sprachdidaktikerin und Hochschullehrerin.

## Leben
Bangel studierte von 2001 bis 2006 Erziehungswissenschaft an der Universität Kiel mit dem Schwerpunkt Sprachheilpädagogik. Von 2007 bis 2009 studierte sie Sonderschullehramt mit den Förderschwerpunkten Sprache und Lernen und dem Unterrichtsfach Deutsch an der Universität Hamburg. Nach der Promotion im Jahr 2017 war sie als wissenschaftliche Mitarbeiterin an den Universitäten Hamburg und Hildesheim tätig. Seit 2022 ist sie Professorin für Germanistische Sprachdidaktik mit dem Schwerpunkt „Sprachliche Heterogenität“ an der Universität Bielefeld, wo sie zuvor als Juniorprofessorin tätig war.
Ihre Forschungsschwerpunkte sind Lese- und Rechtschreiberwerb, Morphologie/morphologische Bewusstheit und Wortschatzdidaktik.

## Schriften (Auswahl)
- mit Ursula Bredel, Gabriele Hinney, Astrid Müller, Tilo Reißig, Etje Schröder: Wir lernen Lesen – vom Wort zum Satz zum Text. Rohr, Hamburg 2017, ISBN 978-3-944466-54-5.
- Wortbildungsstrukturen als Wegweiser beim Dekodieren. Eine empirische Untersuchung zum Erschließen komplexer Wörter in Jahrgang 5. Metzler, Wiesbaden 2018, ISBN 978-3-658-20713-7 (Hamburg, Universität, Dissertation, 2017).
- mit Astrid Müller: Orthographisches Lernen durch Zugang zur Schriftstruktur. Ergebnisse einer Interventionsstudie in Klasse 5. In: Unterrichtswissenschaft. Band 46, Nummer 3, 2018, S. 345–373, doi:10.1007/s42010-018-0015-y.
- mit Astrid Müller: Wörtern und Sätzen auf der Spur. Lösungen und Kommentare für Lehrkräfte. Klett Kallmeyer, Hannover 2020, ISBN 978-3-7727-1472-6.